# Anselmo Costadoni
Anselmo Costadoni fue un monje camaldulense italiano, nacido en 1714 y fallecido en 1785, que escribió obras de historia de personas ilustres, de las instituciones de órdenes religiosas y a la investigación de las antigüedades cristianas.

## Biografía
Anselmo nació de una familia que se dedicaba al comercio y gozaban de grandes riquezas, y después de haber estudiado con gran aprovechamiento junto a los jesuitas, a los 16 años tomó el hábito en el monasterio de San Miguel, cerca de Murano, encontrando excelentes profesores, a los cuales y a su constante aplicación debió los grandes conocimientos que adquirió en filosofía como en teología.
Anselmo, en 1737, empezó a darse a conocer con una carta crítica "sopra alcuni sentimenti...", y trabajó durante 18 años en el estudio de antigüedades con Gian Benedetto Mittarelli y cooperó con él en la obra Annales Camaldulenses, Venecia, 1755-73, 9 vols.

## Obra
Anselmo dejó varias obras escritas, como las siguientes:
- Advertencias e instrucciones relativas a las principales obligaciones de los regulares, Faenza, 1770.
- Carta al abate Lami sobre los anales calmadulenses,..
- Cartas sobre las cuestiones teológicas, Venecia 1773, reimpresa por disposición de la emperatriz María Teresa I de Austria.
- Disertación sobre el pez como símbolo de los antiguos cristianos, inserta en las "Noticias literarias de Florencia", Tomo 26, 1765.
- Otros escritos sobre antigüedades